# Ancylistes lacteovittatus
Ancylistes lacteovittatus là một loài bọ cánh cứng trong họ Cerambycidae.